# お前はまちがっとる!
『お前はまちがっとる!』（おまえはまちがっとる!）は、嘉門タツオ（旧名・嘉門達夫）16枚目のオリジナル・アルバム。1999年5月21日にDAIPRO-Xから発売。

## 概要
前作『ジャングル ウッキー!!』から半年振りに発売。
45枚目のシングル「ええ奴やんか」と同時発売。

## 収録曲
1. 未発表曲
2. 誰がそこまでガンバレ!言うた
作詞・作曲：嘉門達夫、編曲：シロクマさんチーム
44枚目のシングル。頑張りすぎな事を「誰がそこまでガンバレ!言うた」と指摘する歌。
3. どないやねん
脚色：嘉門達夫、編曲：中町俊自
4. ワンダーランド 1
5. それはまるで
作詞・作曲：嘉門達夫、編曲：中町俊自
後に46枚目のシングルとしてシングルカットされた。
6. ええ奴やんか
作詞：嘉門達夫・田川良作、作曲：嘉門達夫、編曲：中町俊自
45枚目のシングル。本作と同時発売。余計な事されたり嫌な奴と腹を立てていたら親切にされたりして意外に悪い奴ではなく、ええ奴やんかと思うと言う歌。
7. ワンダーランド 2
8. あったらコワイセレナーデ 〜リターンズ〜
作詞・作曲：嘉門達夫、編曲：中町俊自
2枚目のシングル「ゆけ!ゆけ!川口浩!!」のカップリング曲のリメイク。
9. 開いた口がふさがらん子ちゃん
作詞・作曲：嘉門達夫、編曲：中町俊自
10. ワンダーランド 3
11. ババシャツ
作詞・作曲：嘉門達夫、編曲：中町俊自
45枚目のシングル「ええ奴やんか」のカップリング曲。
12. クセついちゃってさ
作詞・作曲：嘉門達夫、編曲：中町俊自
13. ワンダーランド 4
14. 言うだけ番長スーパー
アルバム『ジャングル ウッキー!!』収録曲のリメイク。
15. スッキリせんのです
作詞・作曲：嘉門達夫、編曲：中町俊自
16. ワンダーランド 5
17. アホが見るブタのケツ 〜エクストラ〜
作詞・作曲：嘉門達夫、編曲：中町俊自
3枚目のシングルのリメイク。
18. 旅立つ人へ
作詞・作曲：嘉門達夫、編曲：中町俊自